# ボスポロス王国

ボスポロス王国

ボスポロス王国の位置と黒海沿岸のギリシア植民市

ボスポロス王国（ボスポロスおうこく）は、クリミア半島を中心にギリシア人の植民者と現地人らによって形成された国家。黒海交易の中心として古代世界で繁栄を誇った。ボスポロスとは本来は黒海とアゾフ海を結ぶケルチ海峡の古代ギリシアにおける名称（キンメリアのボスポロス：Cimmerian Bosporus）であり、この王国の名はそれに由来する。

## 歴史

### 前史
ギリシア人達は紀元前8世紀頃から地中海世界各地に植民市を形成しはじめた。特にそういった植民活動を活発に行っていたイオニア人達、そしてイオニア人の都市の中でも多くの植民市の母市となったミレトス市などから黒海北岸に植民者が送り込まれた。こうして紀元前7世紀頃からアゾフ海沿岸のクリミア半島やタマン半島周辺に、タナイス、パンティカパイオン（現ケルチ）、ケルソネソス（現セバストポリ）、ゴルギッピア（現アナパ）、テュラス、ファナゴレイア、ヘルモナッサ、オルビアといった大型の植民市が形成され始めた。
黒海沿岸におけるギリシア人の植民市は主に取引所から発達した。現在のウクライナなどで勢力を持ったスキタイ人などを介してウクライナ内陸部などと物品を交換し、バルト海近辺の商品さえ取引された。こうしてギリシア植民市に搬入された物品は黒海を通じてギリシア本国やアナトリアなどへと運搬された。「客人を歓待する海」（ポントス・エウクセイノス）と呼ばれるほど穏やかで航海の容易な黒海航路によって黒海北岸の植民市は大きく発展していくことになる。
初期のギリシア都市とスキタイ人など現地勢力の関係は史料の欠落によって極めて大雑把にしか分からない。ギリシア人は取り扱う商品の多くを彼らとの接触によって得ていたのは確実であるが、同時にこれらの現地勢力はギリシア人にとって恐るべき外敵でもあった。ギリシア人の都市は時に連合してこれらとの戦いに没頭しなくてはならなかった。なお、紀元前5世紀初頭に築かれた砦には火災の痕跡があり、何かしらの抗争があったのだと考えられている。スキタイ人に限らず、黒海北岸に広がる大平原は遊牧民の活動が盛んな地域であり、このことは黒海北岸のギリシア人達の政治的統合に少なからず影響したと考えられる。

### 「王国」の成立
紀元前5世紀に入ると、クリミア半島東部の諸ポリスはシュンマキアと呼ばれる同盟を結び、スキタイ人との戦いに備えた。このシュンマキアの中心となっていたのが、パンティカパイオンというポリスであった。
ディオドロスによると、クリミア半島東部では紀元前480年頃から、名門貴族であったアルカイアナクス家が権力を握っていた。しかし紀元前438年頃、トラキア出身と考えられているスパルトコス（スパルタコス）がパンティカパイオンでアルコン（執政官）に就任して主導権を握り、以後彼の子孫が「王朝」を築いた。これをスパルトコス朝と呼び、統一勢力としてのボスポロス王国の原型となった。
この王国の主導権をまず握ったのはギリシア人達であったが、その人口は現地人に対して寡少であったと考えられ、当初よりギリシア人と周辺の諸集団との関係をどう位置づけるかは重大問題であった。ギリシア人植民市の周辺にはシンドイ人、マイオタイ人、ダンダリオイ人などが居住していた。彼らは農耕を営む集団であったが、ギリシア人との社会的相違は激しく、ギリシア文化が普及してもなお一元的な統治体制の下に置くことは困難であった。
スパルトコスは権力を握ると、パンティカパイオンのアルコンと言う称号とは別に「シンドイとマイオタイの王」を名乗った。集団毎に異なる称号を用いたこの事実は、ギリシア式の権力理念が現地人に適合しなかったことを端的に示す。
スパルトコスの死後に王位に就いたサテュロス1世は、ペロポネソス戦争末期に、アテネの支配下にあったとされるニュンファイオンというポリスを手中におさめた。さらに領土拡張を狙うも、紀元前393年にサテュロスはテオドシアとの抗争で戦死した。その後、跡を継いだレウコン1世などの王によってボスポロス王国の支配領域は拡大され、紀元前4世紀末には黒海北岸の殆どをその勢力範囲に収めた。

### 王位継承争いと王権理念の再編
拡大を続けた王国は紀元前310年にパイリサデス1世が死去すると王位継承の争いやスキタイ人などとの争いが生じて国内が混乱した。
パイリサデス1世の死後サテュロス、プュリタニス、エウメロスらによって王位が争われ、最終的にはエウメロスが地位を得たが、この争いにはスキタイ人やサルマタイ人などが大きな役割を果たした。この頃になると王の称号も「ボスポロス王｣というシンプルな物となり、またギリシア人植民市がポリスとして持っていた自治権は次第に縮小した。
またギリシア本国ではマケドニア王国が勢力を拡大しておりアレクサンドロス大王の下でアケメネス朝ペルシアが打倒された。この結果、ギリシアとオリエントの間の交易は著しく拡大し、このことはボスポロス王国の輸出に打撃を与え、その弱体化を齎した。紀元前2世紀頃にはスキタイ人など遊牧民への貢納が義務付けられている。

### ポントス王国の介入とローマ
紀元前125年に即位したパイリサデス5世の治世になると、スキタイ人を初めとする遊牧民の圧力は更に増大した。そしてスキタイ人サウマコスとの戦いが発生すると、パイリサデス5世は黒海の南岸で勢力を拡大していたポントス王国の王ミトリダテス6世に救援を要請した。ミトリダテス6世はただちに将軍ディオファントスを派遣した。結局パイリサデス5世はサウマコスによって殺害されるが、ディオファントスの指揮するポントス軍はこれを破ってボスポロス王国をポントスの勢力圏内に収めた。ここまでの経緯でスパルトコス朝の支配は終わった。
だが、そのミトリダテス6世も三次にわたるミトリダテス戦争でローマ共和国に敗北を重ね、最後はローマの支持の下で発生した王子ファルナケス2世の反乱によって自殺に追い込まれた（紀元前63年）。ローマによってボスポロス王位を認められたファルナケスはローマの宗主権を認め、パンティカパイオンやケルソネソスなどの都市にはローマ軍が駐屯するようになった。だが、ファルナケスとローマとの間に次第に対立が生じ、ガイウス・ユリウス・カエサルに戦いを挑むが完敗（ゼラの戦い）。ファルナケスは再起を目指すも、ローマはアサンドロスという男にファルナケスを殺害させた（紀元前47年）。アサンドロスは血統的正当性を保つためにファルナケスの娘デュナミスを妻とした。
アサンドロス死後デュナミスは女王となったが、政治的影響力の確保を図るローマの介入や、デュナミスの数度に渡る結婚で政治混乱が深刻化した。ようやくコテュス1世（西暦45年 - 62年）の治世に政治混乱は収束したが、同時にローマの宗主権も磐石の物となった。以後ローマの従属王国として存続する。

### 「蛮族」の侵入と衰退
3世紀に入るとボスポロス王国は相次ぐ外敵の侵入に曝された。255年以降、ゲルマン人の一派ゴート族の攻撃を受け、4世紀にはフン族の侵入を受けてボスポロス王国の領土はその大半が失われた。同王国が発行したコインは4世紀半ばを最後に確認されなくなり、その衰微は考古学的にも明らかである。ただし僅かに残存する史料から、その後もなおボスポロス王国が存続していたことは確認されているが、フン族の支配権下にあったと推測されている。
6世紀に入ると東ローマ帝国の皇帝ユスティニアヌス1世によって、パンティカパイオンにかろうじて存続していた王国は東ローマの統制下に入った。だが、この時期以降のボスポロス王国の歴史はほとんど知られていない。クリミア半島のケルソンは東ローマ帝国の都市としてその後も年代記などに登場しており、このケルソンを中心とするクリミア半島南部沿岸地域には7-8世紀頃には「ケルソン・アルコン管区」という軍事行政区画が置かれ、9世紀頃にはテマに昇格して「テマ・ケルソン」となり11世紀のテマの記録にも記載されているが、ボスポロス王国との関係性は明らかでない。

## 交易

### 穀物貿易
こうした黒海北岸のギリシア植民市 - ボスポロス王国 - の交易活動の目玉となっていたのが穀物、毛皮、奴隷の交易であった。特に黒土地帯と呼ばれる南ロシアの平原部で生産される穀物は食料自給率の低いアテネなどのギリシア都市へ輸出され、ボスポロス王国の経済を支える主力輸出品であった。上述した支配者達の征服活動の結果、黒海北岸の輸出拠点を全てボスポロス王国が抑えたことで巨大な利潤を上げていた。ギリシア向けの穀物輸出量は紀元前4世紀には10000トンを遥かに上回り、この食料輸出によってギリシア本国と重要な政治的関係を維持していた。特にアテネなどとボスポロス王国の間で穀物貿易に関する協定が何度も結ばれていることが確認されている。例えば、イソクラテスによると、サテュロス1世はアテネが穀物不足に陥った時、穀物輸出の権利をアテネに与えたと言及している。さらに、穀物の供給を約束したレウコン1世の子供たちに対しては顕彰碑文が刻まれた。このように、ギリシア本国の諸ポリスにとってボスポロス産の穀物確保は重要命題であった。ちなみにレウコン1世の治世にはアッティカ地方の諸ポリスの穀物輸入のうち半分以上をボスポロス王国が占めたという。

### 工芸品貿易
一方でスキタイ人など北方への輸出品は金細工や工芸品などが中心であった。こうした工芸品はボスポロス王国の勢力範囲内で輸出商品として生産されており、スキタイ人等の好みに合わせて、また彼ら自身の関与によってギリシア文化と遊牧民文化を折衷した独特な製品も作られた。これらやコインなどの取引を通じてヘレニズム的な文化が領内や近隣の集団（特に豪族）に広まり、ヘレニズム化した現地有力者はボスポロス王国の非ギリシア人への支配を仲介する存在ともなった。

### 奴隷貿易
黒海北岸地帯は奴隷貿易の拠点の1つであり、その歴史は近代まで続く。当時のギリシア人の記録には黒海経由の奴隷貿易がしばしば言及され、奴隷の輸出元として当時有名な地域であったのは確実である。これらの影響を受けて、最近までボスポロス王国の経済において奴隷貿易が重要な要素であったとする主張がよくなされていたし、現在でもこういった見方は非常に強い。ただし近年では奴隷の取引量は他の奴隷供給地と比較して特筆すべき差は無く、この地方の交易活動を語るに際し奴隷貿易を際立った特徴とするのは齟齬があるという主張がされている。

### 輸入
これらの商品との引き換えにボスポラス王国へはオリーブ油、大理石、貴金属、宝石、織物類などが主に輸入された。ギリシア人の間で珍重されたオリーブ油や大理石はボスポラス王国の領域では産出量が不足であった。

## 歴代君主

### アルカイアナクス朝
- アルカイアナクス （前480年頃）
- パイリサデス
- レウコン
- サガウルス

### スパルトコス朝
- スパルタコス1世 （前438年 - 前433年）
- サテュロス1世 （前433年 - 前389年）
  - セレウコス（前433年 - 前393年）
- レウコン1世　（前389年 - 前349年）
  - ゴルギッポス （前389年 - 前349年）
- スパルタコス2世 （前349年 - 前344年）
- パイリサデス1世 （前349年 - 前311年）
- サテュロス2世 （前311年）
- プリタニス （前310年）
- エウメロス （前310年 - 前304年）
- スパルタコス3世 （前304年 - 前284年頃）
- パイリサデス2世 （前284年 - 245年頃）
- スパルトコス4世 （前245年頃）
- レウコン2世 （前240年頃）
- ヒギアイノン （前220年頃）
- スパルトコス5世 （前200年頃）
- パイリサデス3世 （前180年頃）
- パイリサデス4世 （前150年頃）
- パイリサデス5世 （前125年頃 - 前108年）

### ポントスの支配
- （ミトリダテス6世） （前107年 - 前81年）
- マカルス （前81年 - 前66年）

### ローマ宗主権下
- ファルナケス （前63年 - 前47年）
- アサンドロス（英語版） （前47年 - 前17年）
- デュナミス（英語版） （前17年 - 後8年 ファルナケスの娘、アサンドロスの妻）
  - スクリボニウス（英語版） （前15年 - 前14年 デュナミスの2番目の夫）
  - ポレモ1世（英語版） （前14年 - 前8年 デュナミスの3番目の夫、ポントス王）
  - 名前不詳の王 （前8年 - 後10年 ポレモ1世の息子）
- アスプルゴス（英語版） （10年 - 37年 デュナミスとアサンドロスの子）
- ゲパエピリス（英語版） （37年 - 39年）
  - ポレモ2世 （38年 - 39年 ポントス王）
- ミトリダテス （39年 - 45年）
- コテュス1世 （45年 - 62年）
- ローマの直接統治 （62年 - 68年）
- レスクポリス1世 （68年 - 93年）
- サウロマテス1世 （93年 - 123年）
- コテュス2世 （123年 - 131年）
- ロヘイメタルケス （131年 - 154年）
- ユリウス・エウパトル （154年 - 173年）
- サウロマテス2世 （173年 - 210年）
- レスクポリス2世 （210年 -　227年）
- コテュス3世 （227年　- 229年）
- サウロマテス3世 （229年 - 233年）
- レスクポリス3世 （233年 - 234年）
- イニンティマイオス （235年頃）
- フラサンゼス1世 （235年頃）
- レスクポリス4世 （239年頃 - 270年頃？）
- ケドスビウス （270年頃？）
- サウロマテス4世 （275年頃）
- テイラネス1世 （275年頃 - 279年頃）
- トトルセス1世 （286年 - 308年）
- ラダムサデス1世 （308年 - 318年）
- レスクポリス5世 （318年 - 335年）
- ハンニバリアヌス （335年 - 342年）
- サウロマテス5世 （342年 - 370年頃）